# خطاف

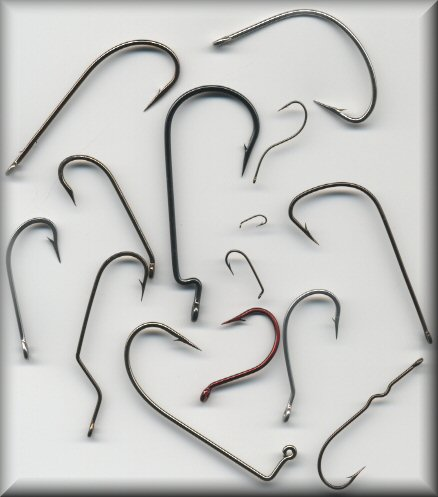
مجموعة متنوعة من خطاطيف صيد الأسماك.

الخُطَّاف (الجمع: خَطَاطِيف) أو الكُلّاَب (الجمع: كَلَالِيب) أو الشَص (الجمع: شُصُوص) هي أداة من مادة صلبة وتحديدًا حَديدة مُعوَّجة الرَّأس يُنشَل بها الشَّيء أَو يُعلَّق.

## تسمية أخرى
دخلت كلمة «شنكل»، (بالتركية: çengel)‏ وتُنطق: «تشنغل»، إلى بعض اللهجات العربية العامية ومنها اللهجة المصرية من خلال التفاعل التاريخي مع العثمانيين، وهي تعني «حَدِيدَةٌ مَعْطُوفَةُ الرَّأْسِ» وأصلها تركي، ومستخدمة في دول عربية أخرى غير مصر، ومنها الشنكل الذي يعلق في شباك النافذة الخشبي لمنعه من الحركة (عامية مصرية).